# Photedes askoldensis
Photedes askoldensis är en fjärilsart som beskrevs av Turner 1929. Photedes askoldensis ingår i släktet Photedes och familjen nattflyn. Inga underarter finns listade i Catalogue of Life.